# Stolzenau

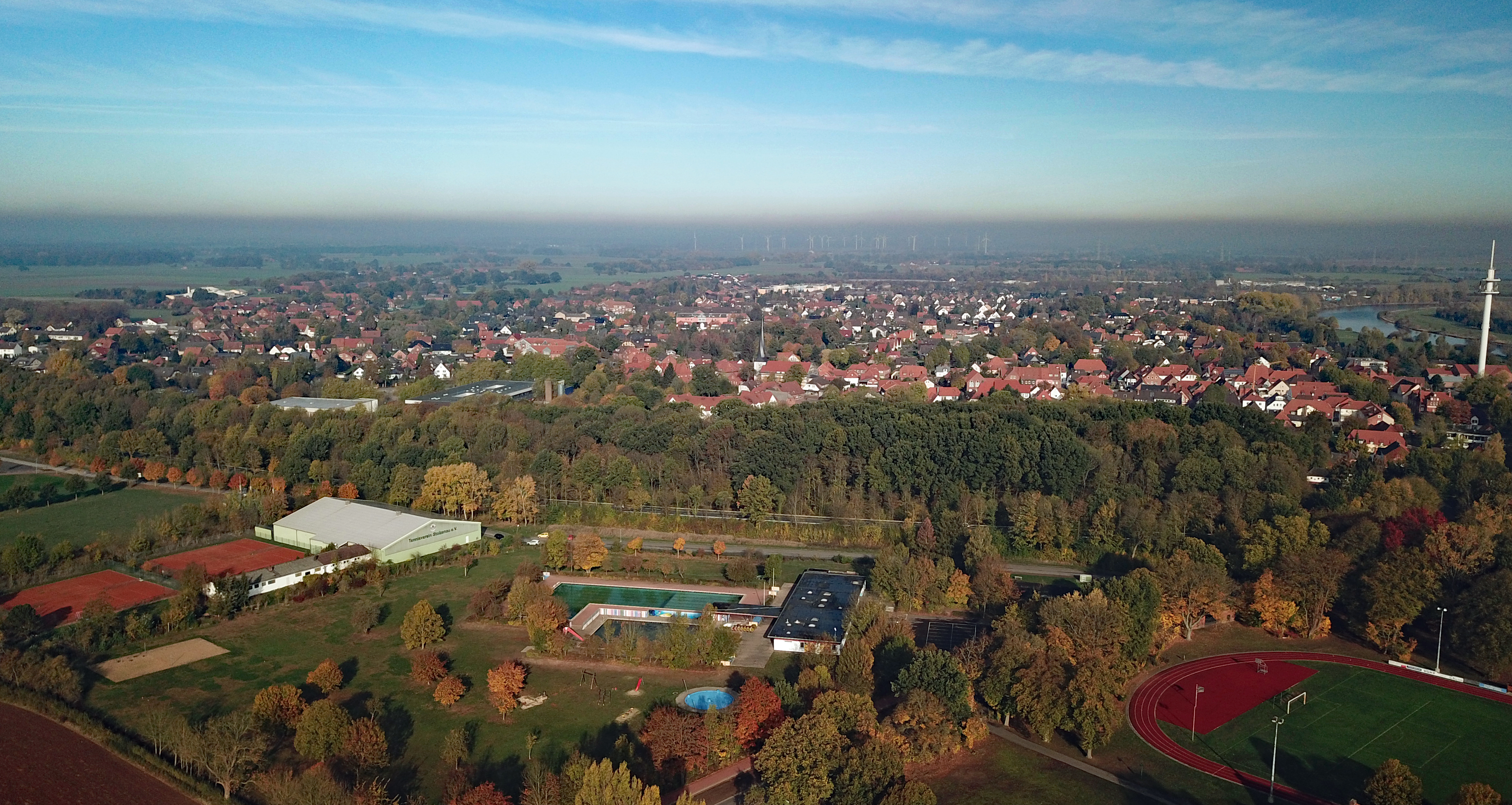
Luftbildpanorama

Stolzenau ist eine Gemeinde im Landkreis Nienburg/Weser in Niedersachsen an der Weser. Die Gemeinde ist Mitgliedsgemeinde und Sitz der Samtgemeinde Mittelweser.

## Geografie

### Lage
Stolzenau liegt an der Mittelweser in der Marsch- und Geestlandschaft des Mittleren Wesertals, südwestlich der Kreisstadt Nienburg/Weser am linken Weserufer.

### Nachbargemeinden
Die Gemeinde grenzt im Norden an den Flecken Steyerberg und im Osten an die Gemeinden Landesbergen und Leese (ebenfalls Teil der Samtgemeinde Mittelweser). Im Südosten bilden das Land Nordrhein-Westfalen (Kreis Minden-Lübbecke, Petershagen) und im Südwesten und Westen die Samtgemeinde Uchte die Grenze.

### Gemeindegliederung

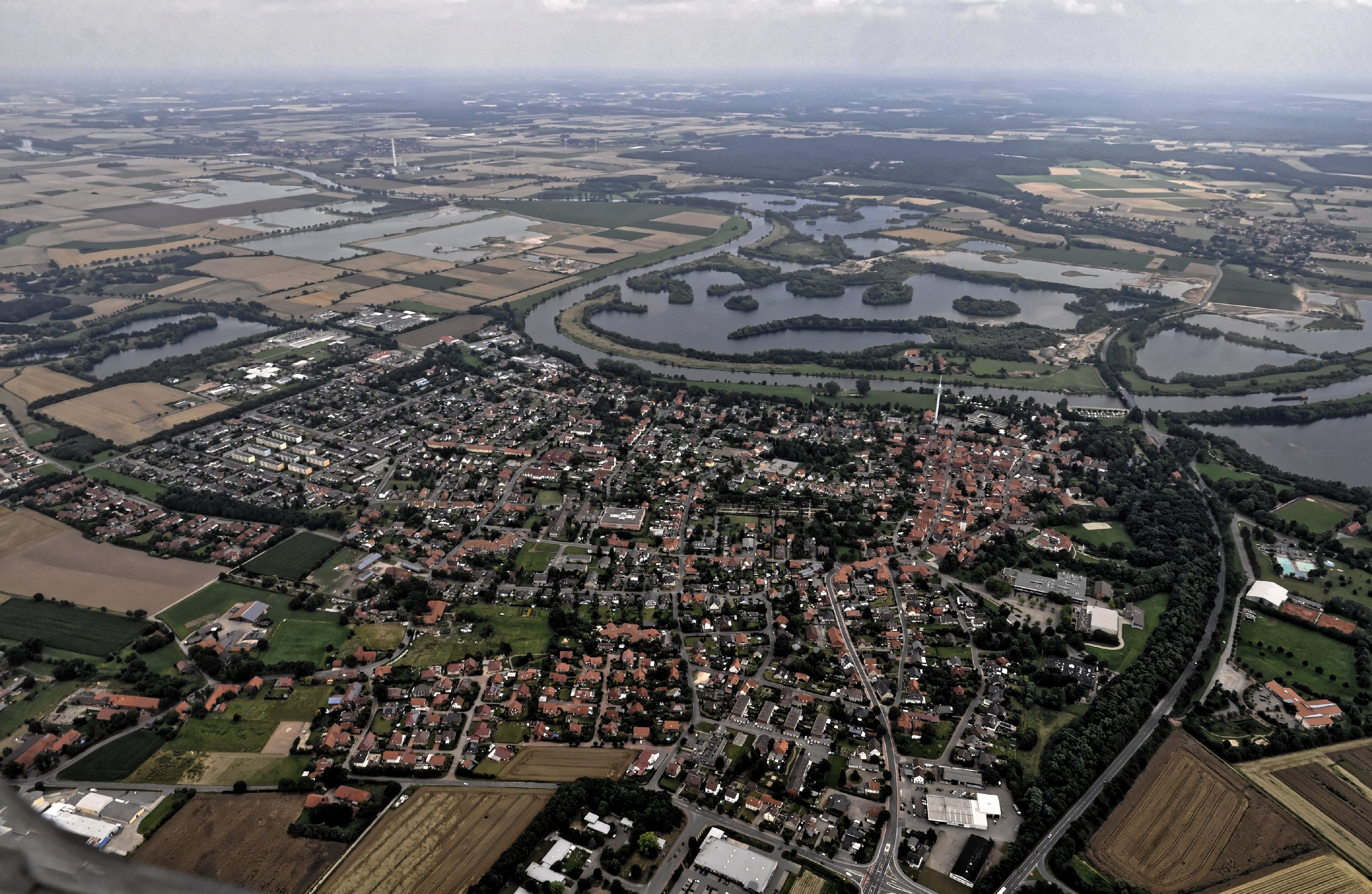
Stolzenau

Seit der Gebietsreform vom 1. März 1974 besteht die Gemeinde Stolzenau aus den Ortsteilen
- Stolzenau (Zentrum)
- Schinna
- Frestorf
- Hibben
- Müsleringen
- Nendorf
- Holzhausen
- Anemolter
- Diethe

Des Weiteren gehören die Ortschaften Alterkamp, Böthel, Sögeberg und Kohlenweyhe zur Gemeinde Stolzenau.

## Geschichte
Auf eine frühe Besiedlung der Gegend bereits während der Steinzeit weist das 2008 zwischen Stolzenau und Müsleringen entdeckte Erdwerk von Müsleringen hin.
Im Jahre 1346 errichteten die Grafen von Hoya die Burg Stolzenau in der Nähe einer Ansiedlung, aus der sich der Ort Stolzenau entwickelte.
Stolzenau wurde erstmals urkundlich am 23. Februar 1370 erwähnt. Der Name bedeutet Stolze Aue und ist aus den Schreibweisen Stoltenouwe, Stoltenow, Stotzenow, Stoltzenaw und Stoltzenawe entstanden.
Der Ort war zeitweise Residenz der Grafen von Hoya. Durch den Tod Graf Friedrichs im Jahre 1503 wurde die Grafschaft Hoya als Lehen von den Herzögen von Braunschweig und Lüneburg übernommen. Sie diente bis zum Tode des letzten Grafen von Hoya, Otto VIII. im Jahre 1582 als Teilgrafschaft für nicht regierende Grafen. Mit dem Aussterben der Grafen fiel Stolzenau an das Herzogtum Braunschweig-Lüneburg.
Im Jahre 1594 wurde der Flecken durch eine große Feuersbrunst heimgesucht, bei der 85 Bürgerhäuser abbrannten.
Während des Dreißigjährigen Krieges eroberte der katholische Heerführer Tilly Stolzenau am 15. August 1625. Am 26. Oktober 1625 wurde der Ort wieder den Dänen übergeben. Der Flecken litt bei den vielfachen Herrschaftswechseln und wiederkehrenden Belagerungen. Epidemien, wie die Blutpest (1624) und eine hitzige Hautkrankheit, forderten viele Opfer unter der Bevölkerung.
Im Jahre 1647 soll in der Nähe von Stolzenau ein Steinmeteorit gefallen sein. Größe und Klassifizierung sind unbekannt, da der Meteorit verloren gegangen ist und nicht wissenschaftlich untersucht werden konnte.
Nach dem westfälischen Frieden waren das Amt und der Flecken so sehr in Verfall geraten, dass sie sich in vielen Jahren nicht wieder erholen konnten. Von Kriegshandlungen während des Siebenjährigen Krieges war Stolzenau weniger betroffen; dafür hatte der Flecken während der französischen Besetzung zu leiden.
Erst nach 1815 begann der wirtschaftliche Aufschwung des Fleckens. 1828 wurde die heutige Kirche errichtet. 1884 wurde der Flecken Sitz des neu gebildeten Kreises Stolzenau. Die Kreisverwaltung war bis 1932 im alten Schloss untergebracht. Später wurde das Schloss als Arbeitsdienstlager genutzt. Nach 1945 diente es Wohnzwecken. 1885 wurde der Grundstein für das heutige Rathaus gelegt. Das Schloss wurde im Jahre 1965 abgebrochen und an dieser Stelle die neue Realschule (Schloss-Schule) errichtet.
Im Jahre 1907 wurde auf Veranlassung des Landrats Hugh Wilhelm Bergmann (1902–1917 im Amt) und des Bürgermeisters W. Schröder die Freiwillige Feuerwehr Stolzenau ins Leben gerufen, der 80 Bürger beitraten. Seitdem sorgt sie für den Brandschutz und die allgemeine Hilfe in ihrer Gemeinde.
Trotz der regen Bautätigkeit nach 1950 blieb der mittelalterliche Charakter des alten Ortskernes in seinen Grundzügen erhalten.
In den Wirtschaftswunderjahren wurde die damalige Volksschule in den Jahren von 1956 bis 1957 nach Plänen des Architekten Karl-Heinz Lorey errichtet.
Im Jahr 1970 wurde der Karnevalsverein der OOCC de Weserpeerden von den Soldaten der holländischen Kaserne gegründet.
Der niederländische Militärstandort wurde 1995 geschlossen. Auf dem Gelände befindet sich heute der Siedlerhof und mehrere Einkaufsmöglichkeiten.
Die Bedeutung, die dem Flecken Stolzenau heute für den südlichen Teil des Kreises zukommt, wird durch die im Raumordnungsprogramm für den Regierungsbezirk Hannover vorgenommene Ausweisung als Grundzentrum besonders zum Ausdruck gebracht.
Am 1. November 2011 fusionierte Stolzenau mit den Mitgliedsgemeinden der Samtgemeinde Landesbergen zur Samtgemeinde Mittelweser.

### Burg und Schloss Stolzenau

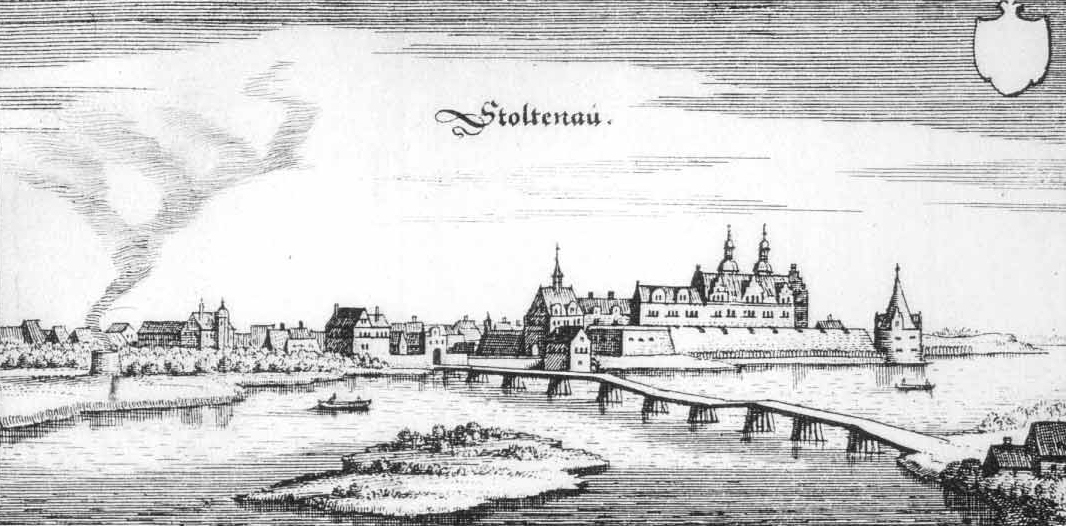
Merian-Stich von Stolzenau mit dem Schloss, offenbar vor 1647

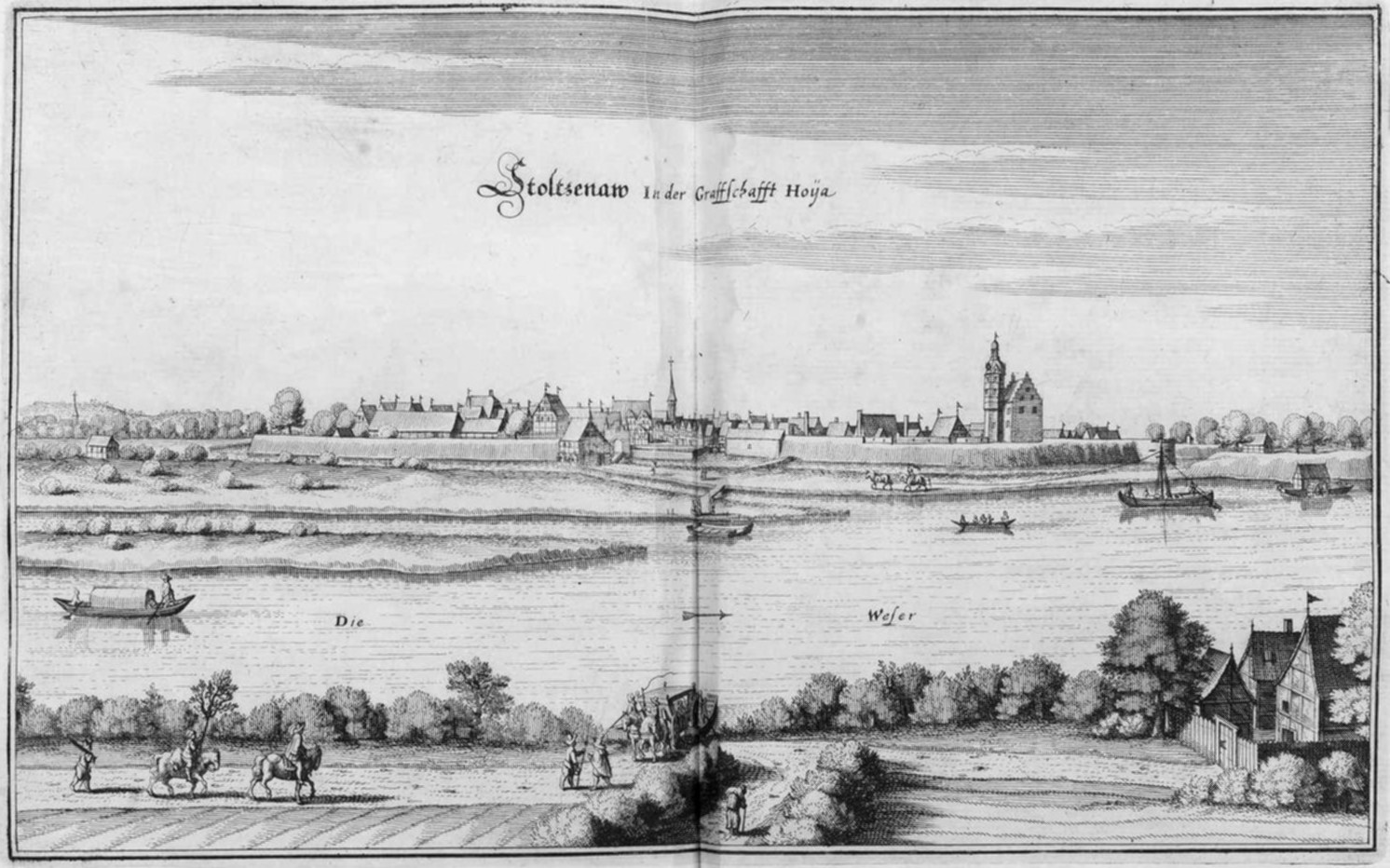
Merian-Stich von Stolzenau mit Resten des Schlosses, 1647

Im Jahre 1346 errichteten die Grafen von Hoya die Burg Stolzenau in der Nähe einer Ansiedlung, aus der sich der Ort Stolzenau entwickelte. Ort und Burg waren zeitweise Residenz der Grafen von Hoya. Durch den Tod Graf Friedrichs im Jahre 1503 wurde die Grafschaft Hoya als Lehen von den Herzögen von Braunschweig und Lüneburg übernommen. Sie diente bis zum Tode des letzten Grafen von Hoya, Otto VIII. im Jahre 1582 als Teilgrafschaft für nicht regierende Grafen. Mit dem Aussterben der Grafen fiel Stolzenau mit dem Schloss an das Herzogtum Braunschweig-Lüneburg.
Die Kreisverwaltung war bis 1932 im Schloss untergebracht. Später wurde es als Arbeitsdienstlager genutzt. Nach 1945 diente es Wohnzwecken. 1965 wurde es abgebrochen für den Bau der neuen Realschule (Schlossschule).

### Eingemeindungen
Am 1. März 1974 wurden die Gemeinden Anemolter, Diethe, Frestorf, Hibben, Holzhausen, Müsleringen, Nendorf und Schinna in die Gemeinde Stolzenau eingegliedert.

### Einwohnerentwicklung
| Jahr      | 31. Dezember 2011 | 1. Juli 2008 | 28. November 2006 | 30. Juni 2006 | 16. März 2006 | 31. Dezember 2005 | 30. Juni 2005 | 31. Dezember 2004 |
| --------- | ----------------- | ------------ | ----------------- | ------------- | ------------- | ----------------- | ------------- | ----------------- |
| Einwohner | 7355              | 7650         | 7714              | 7527          | 7638          | 7536              | 7511          | 7532              |

## Religion
Überwiegend sind in Stolzenau die evangelisch-lutherische und römisch-katholische Kirche vertreten. Außerdem gibt es Anhänger der Neuapostolischen Kirche und des Islam.

## Politik

### Gemeinderat
Der Rat der Gemeinde Stolzenau setzt sich aus zzt. 21 Ratsfrauen und Ratsherren zusammen. Die Ratsmitglieder werden durch eine Kommunalwahl für jeweils fünf Jahre gewählt.
Bei den letzten Kommunalwahlen ergaben sich folgende Sitzverteilung:
| Wahljahr                                                     | CDU | WG | SPD | Grüne | parteilos* | Linke | FDP | Gesamt   |
| 2021                                                         | 10  | 6  | 2   | 2     | 1          | -     | -   | 21 Sitze |
| 2016                                                         | 9   | 2  | 8   | 1     | 1          | 0     | -   | 21 Sitze |
| 2011                                                         | 9   | 2  | 8   | 1     | -          | 1     | -   | 21 Sitze |
| 2006                                                         | 9   | 2  | 7   | 1     | -          | -     | 1   | 20 Sitze |
| *Einzelbewerber: Willi Menze (2021), Martina Broschei (2016) |     |    |     |       |            |       |     |          |

### Bürgermeister
Zum 1. November 2006 übernahm Bernd Müller vom vormaligen Bürgermeister Ulrich Rokahr das Amt. Bernd Müller gewann nach einer Stichwahl gegen Doris Engelking. Am 1. November 2011 wurde Müller von Klaus Dera (CDU) abgelöst. Wegen des Todes von Klaus Dera wurde am 11. Dezember 2013 Hans-Hermann Steinmann (CDU) zum Bürgermeister gegen Friedhelm Siemann gewählt.

### Wappen
Blasonierung: „Gespalten durch einen von Silber und Blau gespaltenen gesenkten Anker von Rot und Gold; vorne ein silberner Rundturm mit Spitzdach und Erker und einer zum Schildrand durchgehenden silbernen Zinnenmauer; hinten eine aufrechte, rot bewehrte schwarze Bärentatze“. Bereits im 15. Jahrhundert befand sich im Weichbild Stolzenaus ein Siegel, das nebeneinander eine zweitürmige Burg sowie eine Bärentatze zeigt. Da die Grafen von Hoya Stolzenau seit dem 14. Jahrhundert in ihrem Besitz hatten und dort 1525 ihre Residenz ausbauten, nimmt das frühe Siegel Anlehnung an das Wappen der Grafen. In der Burg ist die Grenzfeste Stolzenau der beiden, seit 1345 getrennten Linien des Grafengeschlechts versinnbildlicht. Das Ortswappen wurde 1930 vom Preußischen Staatsministerium verliehen, der Anker ist neueren Datums und unterstreicht die Bedeutung der Schifffahrt auf der Weser.

### Städtepartnerschaft
- Gmina Luzino, Polen, seit 2006

## Kultur und Sehenswürdigkeiten

### Museen
- Das Heimatmuseum Stolzenau dokumentiert in seinen Räumen die Geschichte der Gemeinde Stolzenau.[15]
- Über fünfhundert alte und teilweise zerstörte Puppen wurden sorgfältig restauriert und können zu den Besuchszeiten im Puppenmuseum besichtigt werden.[16]

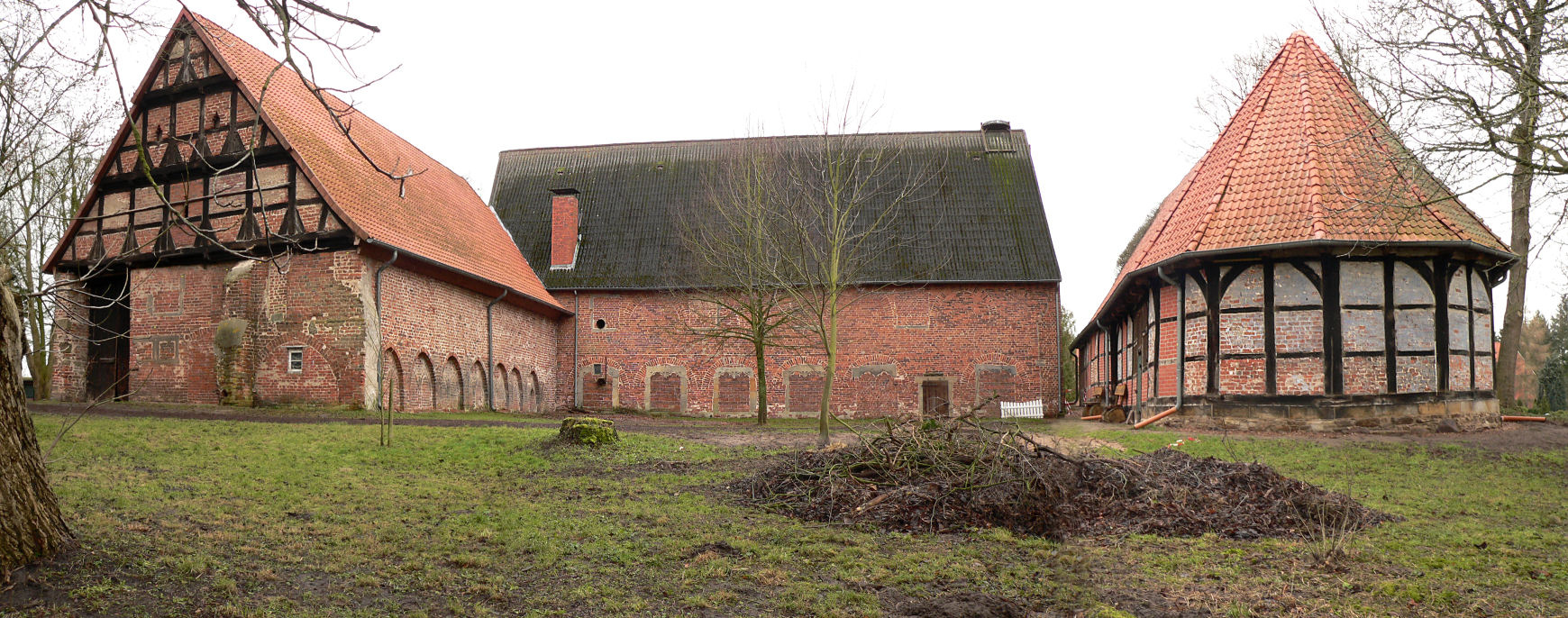
Kloster Schinna

### Bauwerke

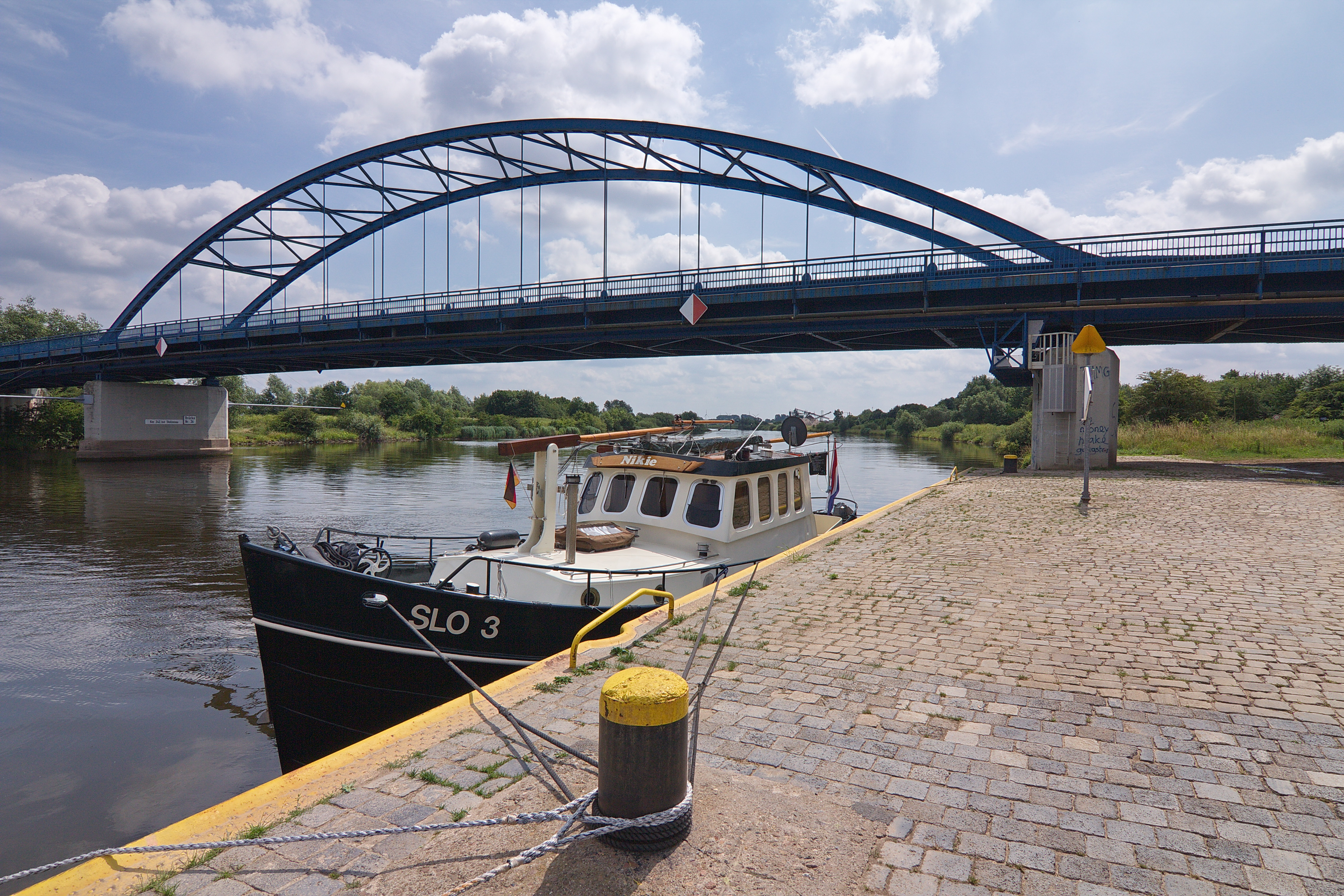
Stolzenau, Weserbrücke

Stolzenau, Kriegerdenkmal

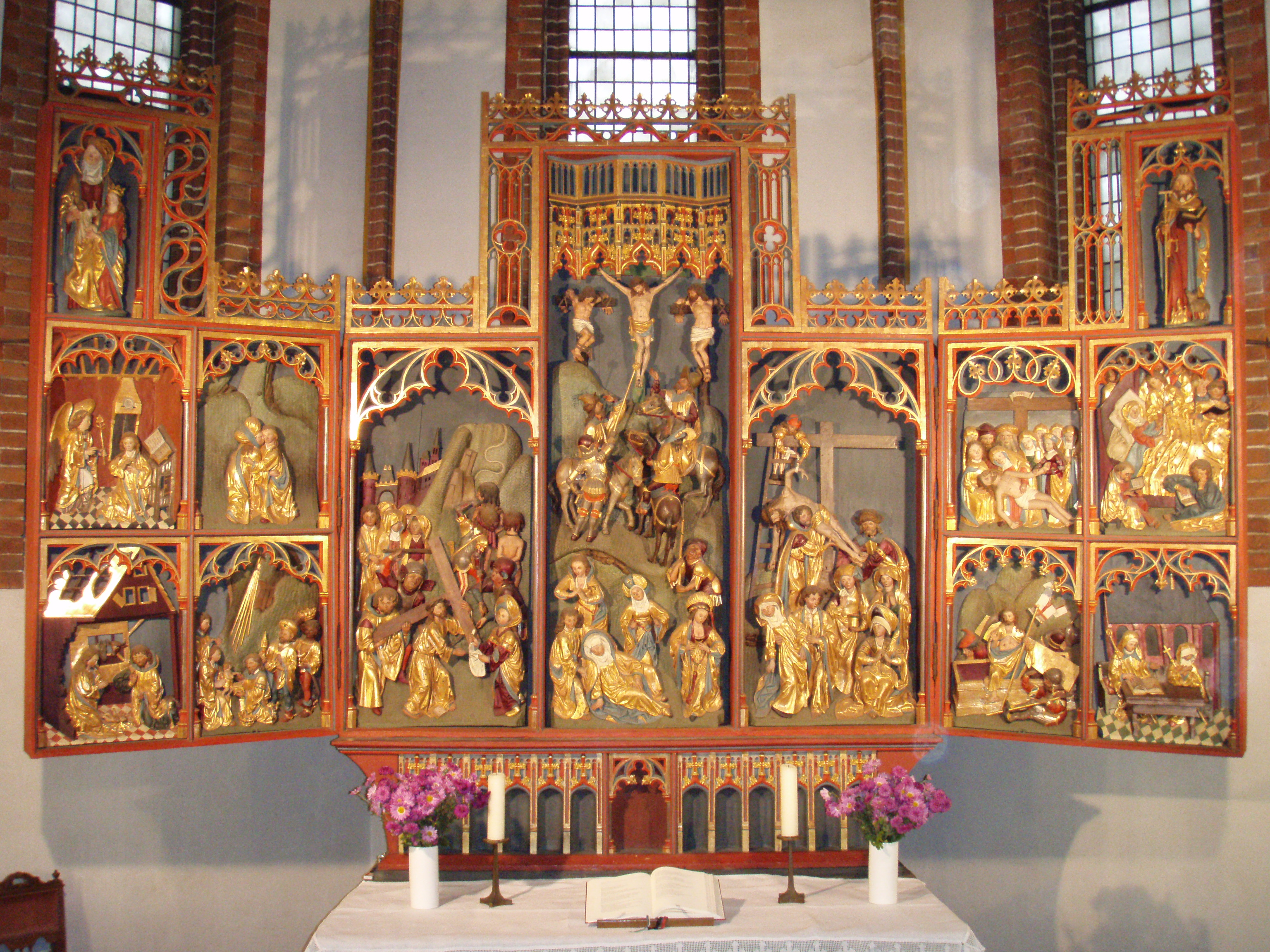
Altar, St.-Vitus-Kirche in Schinna

- Der 45 Meter hohe Turm der St. Jacobi-Kirche (evangelisch) wurde im Jahr 1679 errichtet. Er weist die Besonderheit eines gedrehten Turmhelms auf.[17]
- Der Schnitzaltar in der St.-Vitus-Kirche von 1886 in Schinna stammt aus dem 15. Jahrhundert.[18]
- Das im Jahr 1148 gestiftete Kloster Schinna wurde 1876 aufgelöst und in eine Staatsdomäne umgewandelt.[19]
- Die heutige Weserbrücke ersetzte nach dem Krieg die alte 1945 gesprengte Brücke.
- Das Rathaus wurde im Jahr 1885 in Backsteingotik errichtet.
- Der älteste Grabstein des Jüdischen Friedhofs in Stolzenau stammt aus dem Jahr 1729.
- Der sanierte Ortskern hat mit seinen Fachwerkhäusern seinen mittelalterlichen Charakter erhalten.
- Das Kriegerdenkmal in Stolzenau steht auf einer erhöhten kleinen Wiese, die von alten Bäumen umsäumt ist.
- Die Normaluhr an der Kreuzung Am Markt – Lange Straße wurde 1996 mit privaten Spendenmitteln errichtet.[20]
- Das Schloss der Grafen von Hoya wurde 1965 abgebrochen und an der Stelle die Realschule (Schloss-Schule), heute OBS Mittelweser, errichtet.

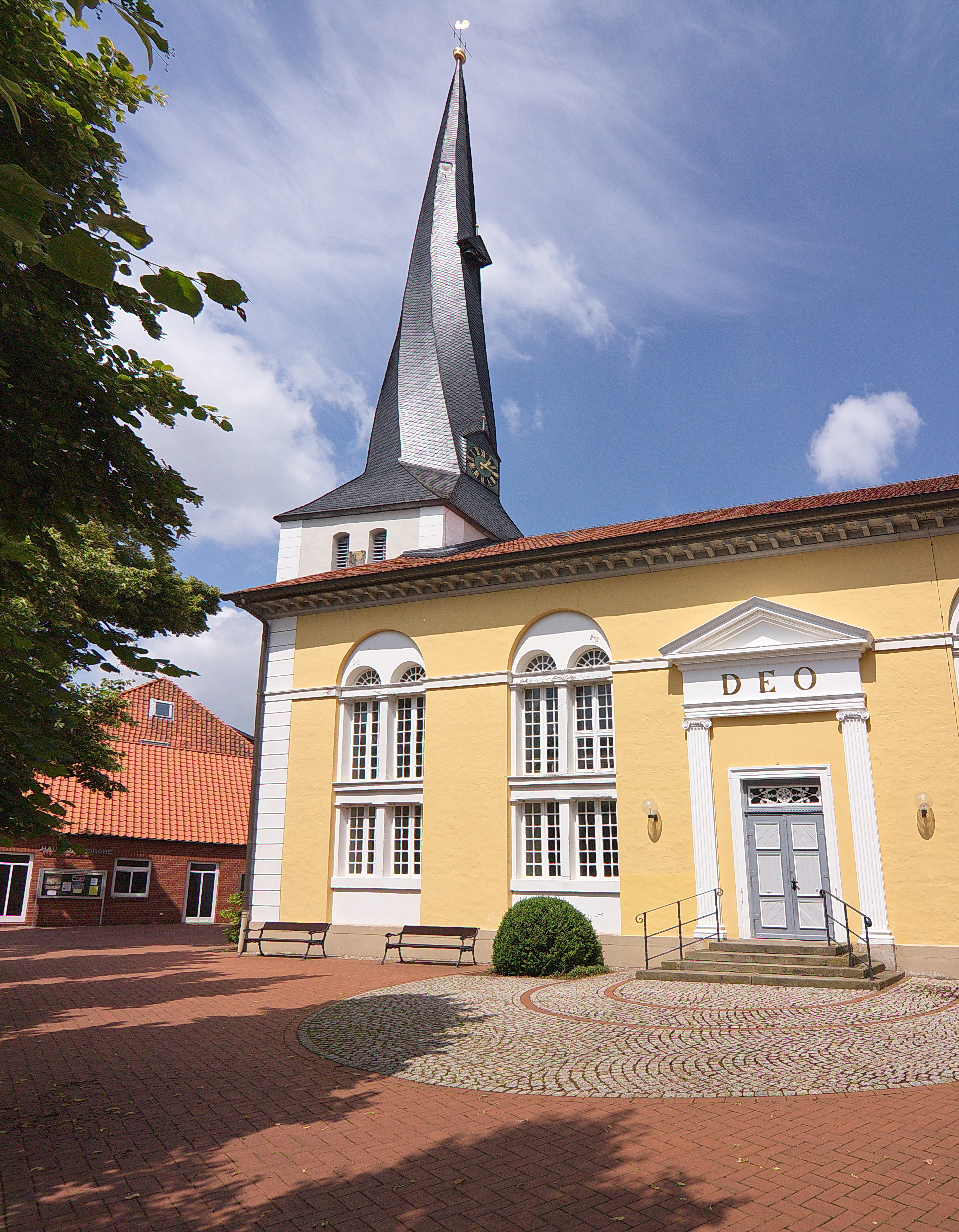
St. Jacobi-Kirche
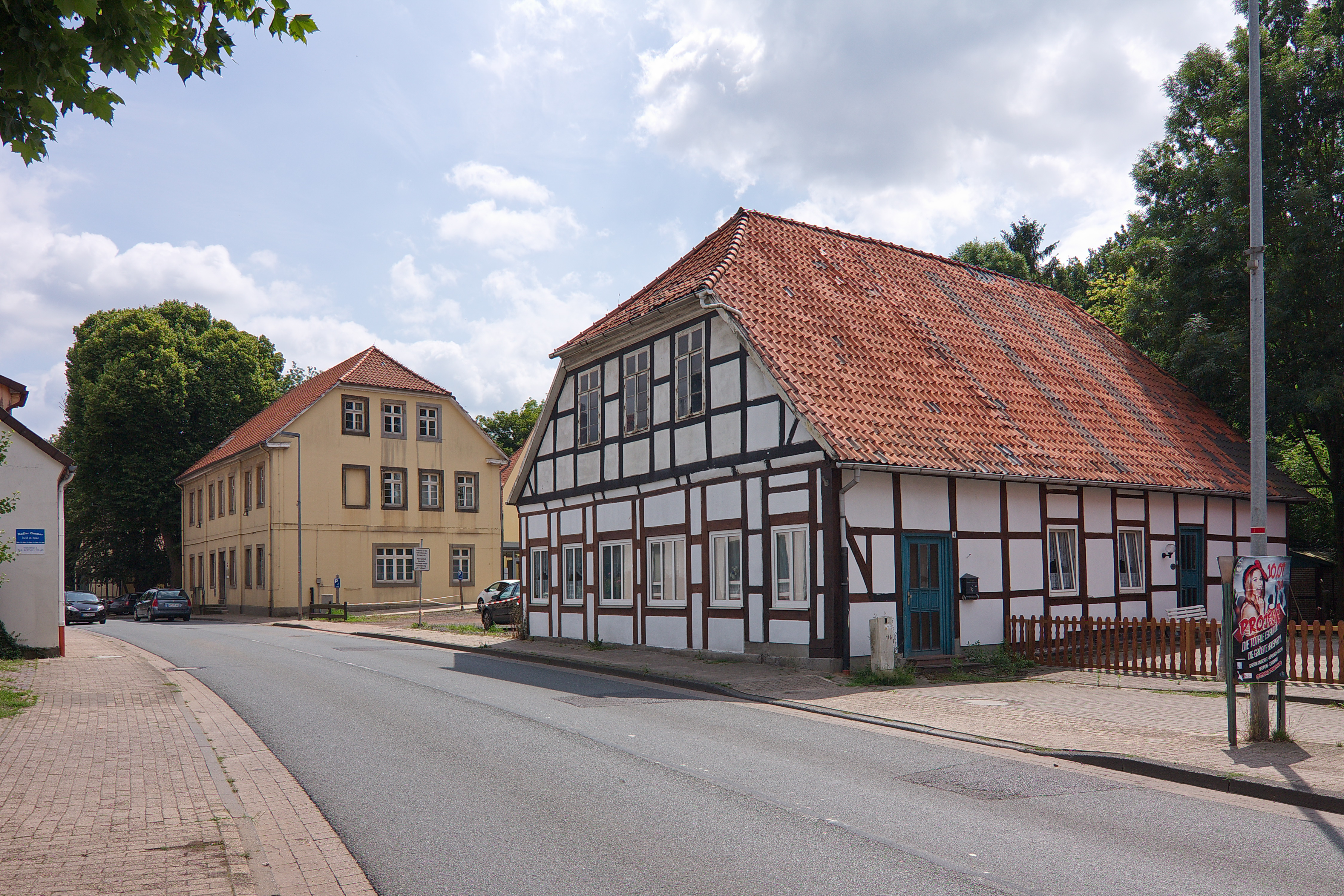
Ortsblick
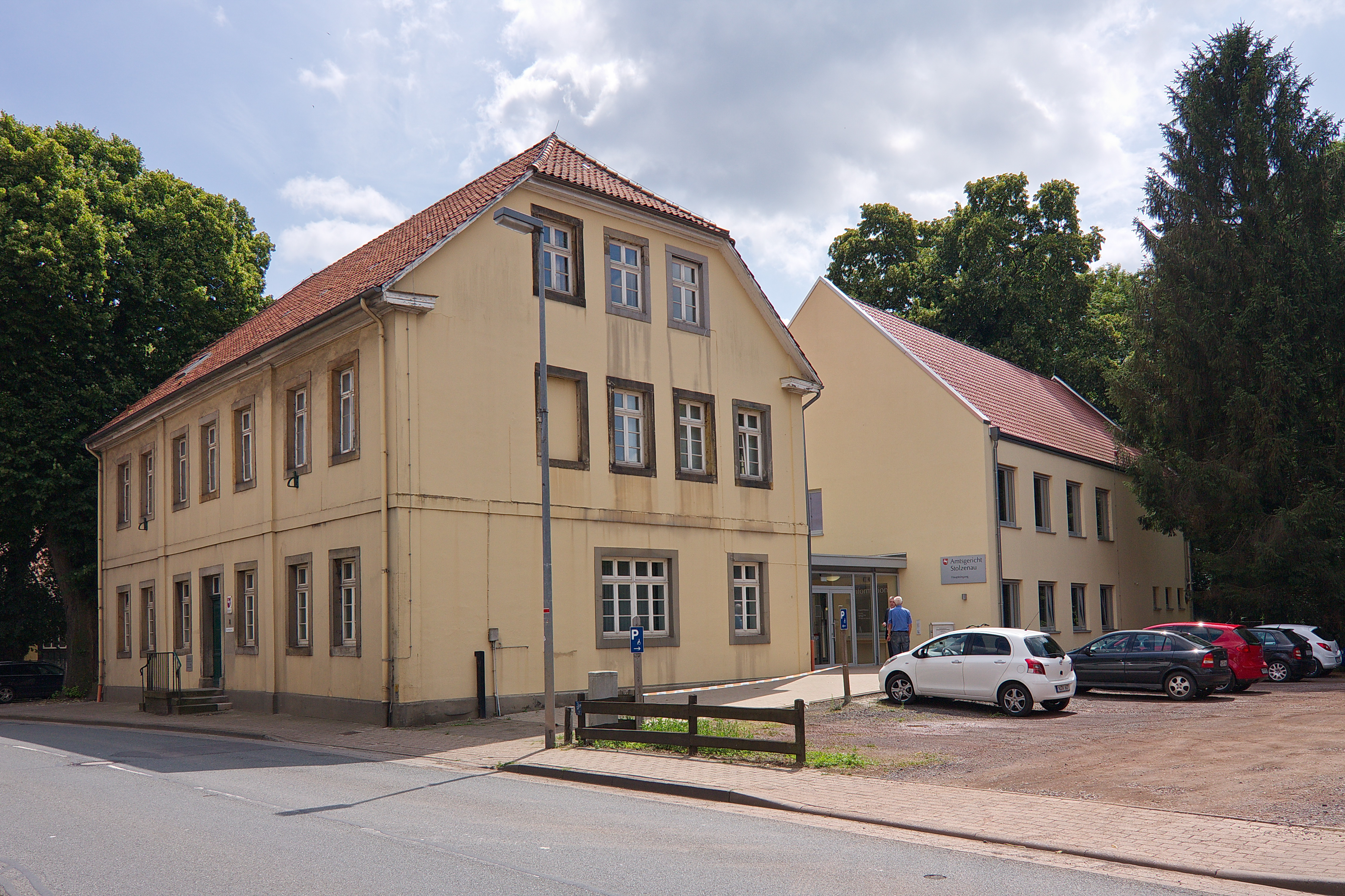
Amtsgericht
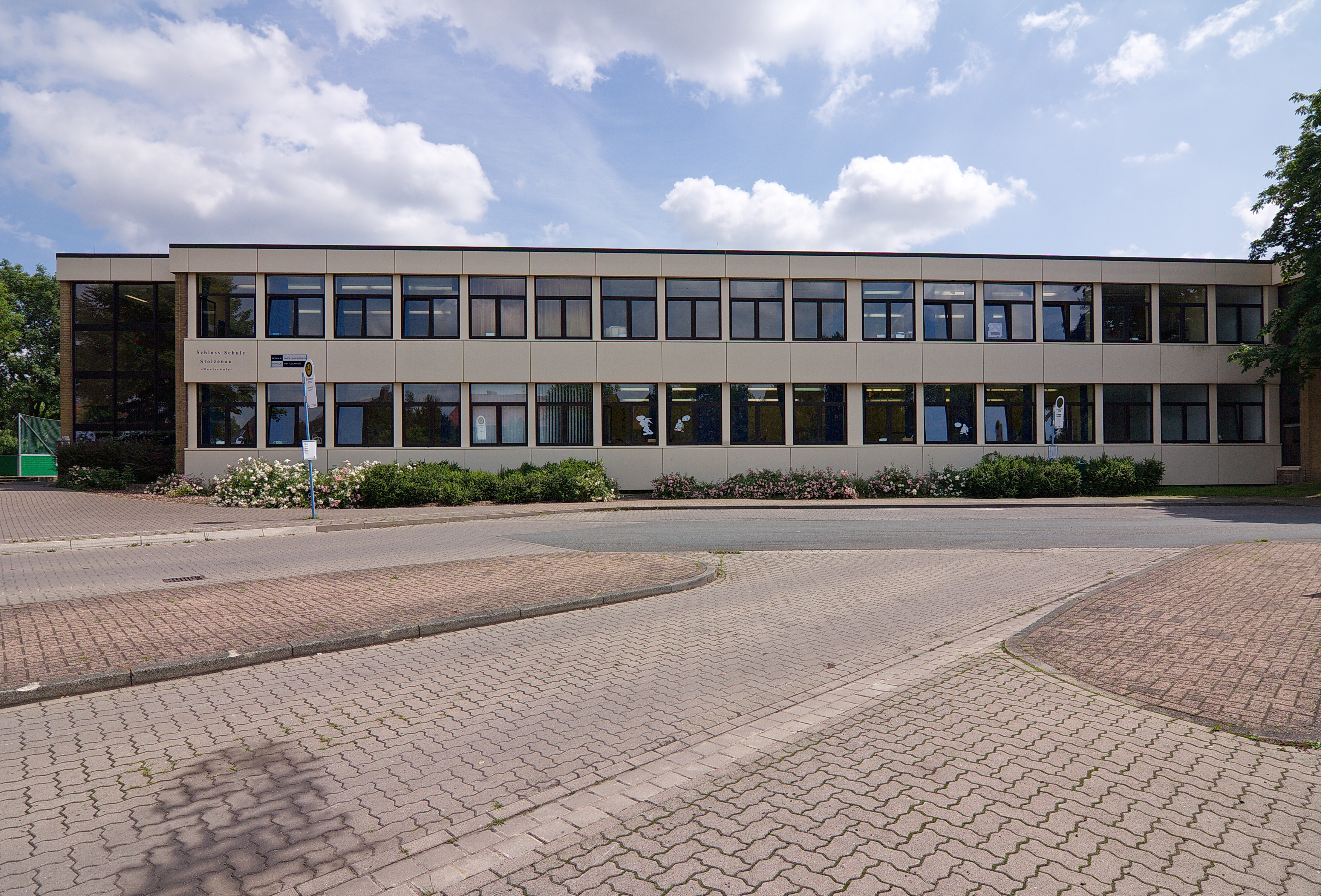
Schloss-Schule

### Grünflächen und Naherholung
- Naturbelassene Umgebung, in der sich viele Möglichkeiten für Wassersport finden (Weser)
- Der Bürgerpark wurde im 19. Jahrhundert vom Kaufmann Oldemeyer aus Bremen, dem Sohn des damaligen Bürgermeisters Oldemeyer von Stolzenau, dem Orte Stolzenau als Geschenk angelegt
- Mühlenteich

### Sport
- Sportplätze in Stolzenau (Weserkampfbahn an der Thingstätte), Nendorf und Schinna
- Dreifachsporthalle
- beheiztes Freibad (bis 2026 geschlossen)[21]
- Tennishalle
- Motorboothafen

Der 2009 aus einer Fusion des SC Stolzenau und dem MTV Stolzenau entstandene VfB Stolzenau ist mit über 750 Mitgliedern und zehn verschiedenen Sportangeboten der größte Sportverein in der Gemeinde Stolzenau.

### Regelmäßige Veranstaltungen
- Schützenfest (alle zwei Jahre, im geraden Jahr)
- Stadtfest (alle zwei Jahre, im ungeraden Jahr, Ende August)
- Karneval

## Wirtschaft und Infrastruktur
Als ehemalige Kreisstadt und Unterzentrum weist Stolzenau eine gute Infrastruktur auf, die Mittelzentren gleichkommt. Etliche Behörden haben hier ihren Sitz. Stolzenau ist die Einkaufsstadt des Südkreises Nienburg/Weser. Neben einem Ortskern gibt es viele am Stadtrand liegende Einkaufszentren. Viele Bewohner des Südkreises haben ihren Arbeitsplatz in Stolzenau.

### Unternehmen
Die Wirtschaft in Stolzenau ist vor allem durch Landwirtschaft, Kunststoffverarbeitung und Kiesabbau geprägt. Hier hat sich die größte Kunstlederfabrik Deutschlands angesiedelt (Hornschuch Stolzenau, vormals Era). Diese beliefert indirekt Automobilhersteller wie VW oder Opel. Heute gehört das Unternehmen zu Continental, welches am 1. Februar 2025 die Schließung des 110 Mitarbeiter beschäftigenden Werks für Mitte Juni 2025. ankündigte.

### Medien
Stolzenau hatte früher mit dem Stolzenauer Wochenblatt eine Tageszeitung. Heute wird der Ort mit der Nienburger Tageszeitung Die Harke versorgt.

### Öffentliche Einrichtungen
- Krankenhaus der HELIOS Kliniken Mittelweser
- Freiwillige Feuerwehr
- Polizeikommissariat
- Arbeitsamt
- Gesundheitsamt (Außenstelle)
- Amtsgericht Stolzenau
- Kirchenkreisamt
- Freibad (bis 2026 geschlossen)[21]
- Sportplatz
- Jugendhaus

### Bildung
- Gymnasium Stolzenau
- OBS Mittelweser
- Grundschule Regenbogenschule Stolzenau
- Grundschule Nendorf
- Förderschule für geistig Behinderte Stolzenau

### Verkehr
Die Weser verbindet Stolzenau mit dem internationalen Binnenschifffahrtsverkehr unter anderem über das nahe gelegene Wasserstraßenkreuz in Minden.
Der nächste Bahnhof ist Leese-Stolzenau an der Bahnstrecke Nienburg–Minden, etwa drei Kilometer östlich des Ortszentrums. Der Bahnhof wird täglich alle zwei Stunden vom „Porta-Express“ Nienburg–Minden–Bielefeld bedient.
Der Bahnhof Stolzenau (Weser) lag an der Steinhuder Meer-Bahn. Diese ist stillgelegt.
Buslinien der Verkehrsgesellschaft Landkreis Nienburg verbinden Stolzenau mit Uchte, Nienburg/Weser, Steyerberg und Rehburg-Loccum; die Verbindung nach Wunstorf wird durch RegioBus Hannover betrieben.
Die B 215 verbindet Stolzenau mit Rotenburg (Wümme) auf der einen und Minden auf der anderen Seite.
Die B 441 führt von Uchte über Stolzenau nach Hannover.

## Persönlichkeiten

### Söhne und Töchter der Gemeinde
- Statius von Münchhausen (1555–1633), Adliger aus der schwarzen Linie derer von Münchhausen
- Pauline Maria Tutein (1725–1799), deutsch-dänische Philanthropin
- Johann August von Veltheim (1754–1829), deutscher Offizier in britischen Diensten
- Karl von Bothmer (1799–1852), Justizrat
- Wilhelm Grashoff (1828–1903), evangelischer Pfarrer und Autor
- Oskar Schreiber (1829–1905), Geodät
- August Husemann (1833–1877), Apotheker und Chemiker
- August Rodenberg (1873–1933), US-amerikanischer Tauzieher
- Friedrich Hormann (1893–1953), Landesbauoberinspektor, Regierungsbaurat und Mitglied des Hannoverschen Provinziallandtages
- Gerhard Wiedemann (* 1949), Jurist und Hochschullehrer
- Pieke Biermann (* 1950), Journalistin, Übersetzerin und Schriftstellerin
- Ilka Eßmüller (* 1964), Journalistin und Moderatorin
- Anke Stessun (* 1964), Journalistin und Fernsehmoderatorin
- Barbara Cramm (* 1966), Opernsängerin
- Peter Franz (* 1971), Tischtennisspieler

### Personen, die mit der Gemeinde in Verbindung stehen
- Nikolaus Krage († 1559), Theologe, Hofprediger in Stolzenau
- Johann Nicolaus Schrage (1753–1795), evangelischer Theologe
- Ferdinand von Bothmer (1758–1826), 1814–1826 Oberhauptmann in Stolzenau
- Sebastian Edathy (* 1969), Politiker (Abitur am hiesigen Gymnasium)